# Protestele din Republica Moldova din 2015–2016
Protestele din Republica Moldova din 2015–2016 au fost o acțiune de protest continuu față de situația socio-economică din Republica Moldova conturată către anul 2015 și agravată de scandalul financiar-bancar din țară (cunoscut ca „Jaful secolului”). S-a desfășurat prin proteste non-stop cu trai în corturi în centrul Chișinăului și cu mitinguri pașnice periodice de amploare.
Acțiunile de protest inițiale au fost organizate de Platforma Civică „Demnitate și Adevăr” (DA) în primăvara anului 2015, fiind reluate în continuare prin alte manifestații organizate de aceeași structură, ca din 6 septembrie 2015 acțiunea de protest din Chișinău să ia un caracter permanent, prin protest non-stop cu trai în corturi.
După învestirea Guvernului Filip la 20 ianuarie 2016, protestele stradale s-au reamplificat în miez de iarnă.

## Desfășurare

### 2015
Protestele din toamna anului 2015, începute pe 6 septembrie 2015 cu un miting de amploare supranumit Marea Adunare Națională, și care continuă și în prezent prin proteste non-stop cu trai în corturi în centrul Chișinăului și cu manifestații periodice de protest pașnic — reprezintă o acțiune de protest continuu față de situația socio-economică din Republica Moldova conturată în ultimii ani și agravată de scandalul financiar-bancar din țară (cunoscut ca „Jaful secolului”).
Acțiunea de protest a fost organizată de Platforma Civică „Demnitate și Adevăr” (DA) și este o continuare a unei serii de alte trei mitinguri din 2015 organizate de aceeași structură. Potrivit organizatorilor, la protest au fost 100.000 de mii de oameni, iar potrivit poliției – în jur de 40 de mii, aceasta fiind cea mai mare manifestație de protest de la Marea Adunare Națională de la 27 august 1989. Imediat după miting în Piața Marii Adunări Naționale au început a fi instalate zeci de corturi pentru a continua acțiunea de protest non-stop.
În paralel cu manifestația din Piața Marii Adunări Naționale, un grup mic de persoane sub conducerea lui Grigore Petrenco au organizat un protest în fața sediului Procuraturii Generale, soldat cu violențe. 6 polițiști au fost răniți, iar 5 persoane au fost reținute, ulterior Petrenco primind 30 de zile de arest. Protestatarii au mai cerut demisia procurorului general și ar fi vrut să intre cu forța în clădirea procuraturii și să-si instaleze corturi în fața acesteia. Protestul s-a extins pe 24 septembrie, când o altă tabără de protestatari, condusă de liderii politici de stânga Igor Dodon și Renato Usatîi, a format un orășel de corturi în fața clădirii Parlamentului Republicii Moldova.
Mitingul din 6 septembrie a început cu intonarea imnului Republicii Moldova.
Concomitent, la aceași oră cu începutul protestului, compania de telefonie mobilă Unité, ce aparține companiei de stat de telefonie Moldtelecom, a organizat un concert liber, în aer deschis, cu mai mulți artiști de renume. În ajun, unii artiști, printre care Ștefan Bănică Jr., Loredana Groza, Pasha Parfeni, ș.a., sub presiunea comunității de pe rețelele de socializare au renunțat să mai cânte la concert întrucât acesta ar fi fost organizat pentru a împiedica protestul. În debutul protestului mulțimea a mulțumit și aplaudat artiștii ce au refuzat să participe la concert. La protest și-au făcut apariția Pasha Parfeni și Cătălin Josan.
Protestatarii au întocmit o serie de revendicări și au format un grup de intermediere și reprezentare (GIR) care urma să ducă negocieri cu conducerea țării. Printre revendicările lor se numără:
„
- Demisia lui Nicolae Timofti și alegerea unui nou șef al statului de către întreg poporul;
- Organizarea alegerilor parlamentare anticipate libere cel târziu în luna martie a anului viitor, sub egida instituțiilor internaționale și a unui Guvern al încrederii naționale cu o Comisie Electorală Centrală și un Consiliu Coordonator al Audiovizualului scoase din captivitatea criminală a oligarhilor;
- Depolitizarea instituțiilor de ocrotire a normelor de drept și a celor de reglementare în conformitate cu hotărârea respectivă a Curții Constituționale din 2010;
- Elaborarea și implementarea rapidă a cadrului legal și normativ pentru numirea conducătorilor instituțiilor respective pe bază de concurs cu participarea comisiei de selectare a experților naționali și internaționali, selectați cu suportul partenerilor de dezvoltare care vor testa calitățile profesionale și integritatea candidaților;
- Consolidarea mecanismelor societății civile pentru asigurarea controlului civic asupra guvernării, inclusiv prin mitinguri pașnice de protest.”
—
Liderii Platformei au declarat că rămân în vigoare și toate revendicările anunțate de protestatari în cadrul precedentelor trei mitinguri. Acestea sunt:
Prim-ministrul Valeriu Streleț s-a întâlnit în holul Guvernului cu grupul de contact al manifestanților și a recepționat revendicările lor, anunțând că la Guvern se formează un grup de lucru, în frunte cu el, din miniștri și responsabili de diferite domenii.
În urma mai multor discuții, s-a decis ca la ora 17:00, în sala de conferințe a sediului Ministerului Agriculturii, să aibă loc o discuție între grupul de lucru al Guvernului și grupul de contact al Marii Adunări Naționale. Streleț a declarat: „Vreau să îmi cer scuze față de cetățeni pentru situația că au ajuns să protesteze”.
Deși reprezentanții mitingului au cerut ca și speakerul Andrian Candu și președintele Nicolae Timofti să vină în fața protestatarilor, cei doi au refuzat. Într-un final întâlnirea nu a mai avut loc; premierul îi aștepta pe reprezentanții protestatarilor, după cum s-au înțeles, la Ministerul Agriculturii, iar aceștia, revenind în piață, în fața guvernului, declarau că așteaptă ca întrevederea să aibă loc în clădirea guvernului, ceea nu s-a întâmplat.
Prezentă la eveniment, echipa postului de televiziune Publika TV a fost alungată din piață de către manifestanți cu strigăte și fluierături: “Spuneți adevărul, nu mai transmiteți minciuni!”, pe motiv că ar aparține oligarhului Vlad Plahotniuc.
În cadrul protestului au fost huiduiți oligarhii Vlad Plahotniuc și Vlad Filat, despre care se crede că conduc țara din umbră, de fapt.
La protest au participat grupuri de veterani ai războiului de pe Nistru și reprezentanți ai asociațiilor de studenți și fermieri.
Începând cu prima zi de protest, în piață au început a fi colectați bani pentru susținerea protestului non-stop, iar imediat după miting în piață au început a fi instalate zeci de corturi pentru a continua acțiunea de protest non-stop ducându-ți viața direct în piață. În decursul primei săptămâni, peste 300 de corturi au fost instalate în piață, formând un orășel, numit simbolic „Orășelul Demnității”.
Pe 13 septembrie, duminică, din nou a fost organizat un miting, la care însă au participat mai puțini oameni.
În a treia duminică, pe 20 septembrie, organizatorii au întreprins un marș de protest cu automobile. Potrivit poliției, peste 200 de automobile au luat parte la marș, iar  potrivit organizatorilor au fost 1000 de mașini. Coloana de mașini a pornit din cartierul Telecentru al Chișinăului, de lângă Televiziunea Publică și a străbătut toată capitala. Coloana de mașini a fost însoțită de câteva echipaje ale poliției, iar viteza maximă de deplasare a fost de 40 de km la oră. Presa a remarcat că la acest marș de protest „anti-sărăcie”, prin coloanele de mașini au putut fi zărite și câteva mașini de lux.
Protestul s-a extins în seara zilei de 24 septembrie, când câteva sute de persoane conduse de liderii politici de stânga Igor Dodon și Renato Usatîi, s-au adunat în fața clădirii Parlamentului Republicii Moldova pentru a protesta și a instala câteva zeci de corturi (formând „Orășelul victoriei”, după cum l-au numit ei), deși Primăria Capitalei a interzis acest lucru. A doua zi, dis-de-dimineață, deputatul liberal Mihai Ghimpu le-a făcut o vizită și a făcut un selfie cu Renato Usatîi, postând fotografia pe o rețea de socializare și menționând că pe Igor Dodon nu l-a găsit acolo. În replică, Igor Dodon a declarat că va dormi în cort în scuarul Parlamentului, începând din noaptea următoare.
În a patra duminică, pe 27 septembrie, Igor Dodon și Renato Usatîi au organizat un marș comun de amploare. Două coloane de protestatari din partea lui Dodon, una pornind de la Complexul Memorial „Eternitate” din Chișinău, iar a doua de la Academia de Științe a Moldovei, s-au întâlnit la intersecția Bulevardului Ștefan cel Mare și Sfânt cu strada Ismail. Concomitent, o altă coloană de oameni organizată de Renato Usatîi, a pornit de lângă Circul de Stat, și apoi, cele două grupuri s-au întâlnit la intersecția bd. Ștefan cel Mare cu strada Pușkin, la un colț al Pieții Marii Adunări Naționale. Apoi ei au traversat piața pe partea carosabilă, fiind despărțiți de un cordon de polițiști de tabăra de protestatari cu corturi ai Platformei DA, mergând în marș până la Parlament. Acolo liderii au ținut discursuri și la final a fost adoptată o rezoluție, votată în două limbi: română și rusă. Aceasta a fost numită „Trei etape ale salvării naționale” și conținea revendicări ca:
- „Demisia procurorului general, directorului SIS, directului CNA, președintelu Curții de Conturi, președintele CEC, directorului postului Moldova 1”
- „Ridicarea imunității parlamentare și tragerea la răspundere penală celor care au participat la fraudele bancare”
- „Eliberarea tuturor deținutilor politici arestați la protestul din 6 septembrie 2015”
- „Demisia cât mai urgentă a președintelui țării”
- „Exprimarea votului de neîncredere guvernului Streleț, cu demisia lui ulterioară”
- „Modificarea articolului 78 și revenirea la alegerea președintelui țării prin votarea în parlament sau votat de popor”
- „Anunțarea alegerilor parlamentare anticipate, nu mai târziu de primăvara lui 2016”[22] Totodată, protestatarii au extins „Orășelul Victoriei”, instalând corturi în scuarul Ministerului Agriculturii și Industriei Alimentare. După protest, reprezentanții lui Usatîi și Dodon au plecat spre reședința prezidențială de la Condrița. Nefiind primiți în audiență, aceștia i-au transmis președintelui un ultimatum în care solicită demisia acestuia, după care mulțimea s-a dispersat.[23] Potrivit organizatorilor la protest s-au adunat până la 50.000 de oameni, iar conform poliției au fost 10.000 de oameni.[21]

Pe 2 și 3 octombrie (vineri și sâmbătă), protestatarii din scuarul parlamentului și-au instalat corturile pe carosabil, blocând astfel circulația rutieră pe bulevardul Ștefan cel Mare, între străzile Serghei Lazo și Maria Cebotari. Totodată, pe segmentul de stradă închis organizatorii protestului au organizat mini-competiții la șah și fotbal.
Pe 5 octombrie 2015, duminică, Platforma DA a organizat un nou miting de amploare. Pe la mijlocul protestului, un grup de manifestanți în frunte cu liderii platformei DA au pornit spre Parlament pentru a vedea dacă acesta s-a întrunit în ședința extraordinară pe care ei au cerut-o. Acolo poliția formase un cordon, împiedicând accesul în clădire. Protestatarii au prins flori la piepturile poliștilor și s-au retras de la parlament. A fost pichetat și Global Buisness Centre, sediul firmelor gestionate de Vlad Plahotniuc. Acolo protestatarii au scandat „Noi suntem poporul!”, „La pușcărie!”, „Plahotniuc, nu uita, pușcăria-i casa ta!”, au lipit pe pereții clădirii mai multe mesaje, cum ar fi: ”Hoțule”, ”Aici este vizuina păpușarului”, ”Moldova nu e ta”, ”Țara te vrea la pușcărie” și s-au îmbrâncit cu forțele de ordine venite operativ acolo, încercând să rupă cordonul de polițiști pentru a intra în clădire.
Potrivit poliției, la manifestația din piață au participat 12 mii de oameni, iar oganizatorii susțin că au fost câteva zeci de mii.
În noaptea și dimineața de 12 octombrie, după duminică spre luni, sub conducerea lui Renato Usatîi, tabăra de protestatari din fața parlamentului a blocat bulevardul Ștefan cel Mare pe porțiunea de drum cuprinsă între străzile Maria Cebotari și Bănulescu Bodoni, cu ajutorul unui camion de mare tonaj și a zeci de mașini.
Pe 30 octombrie 2015 protestatarii din platforma DA au pichetat hotelul "Nobil", situat pe strada Mihai Eminescu din centrul capitalei, care îi aparține oligarhului Vladimir Plahotniuc. În timpul protestului, hotelul era păzit de zeci de polițiști. De la hotel, manifestanții au mărșăluit până la Banca Națională, susținând ca fostul guvernator al BNM Dorin Drăguțanu este și el complice la furtul de la BEM și că acesta și-a dat demisia fără ca să răspunda în fața legii. După aceasta, manifestanții au pichetat și sediul Procuraturii Generale, unde au cerut repetat demisia procurorului general, Corneliu Gurin.
Pe 9 și 10 noiembrie 2015, câteva sute de oameni, simpatizanți ai Platformei „DA”, au protestat în fața sediului Agenției Naționale de Reglementare în Energetică (ANRE) în legătură cu majorarea tarifelor la energia electrică cu 35%.
Pe 29 noiembrie 2015, Platforma ”Demnitate și Adevăr” a organizat un nou protest în Piața Marii Adunări Naționale, la care au participat câteva mii de oameni, dar și proteste în alte orașe din țară.

### 2016
- 13 - 14 ianuarie: reprezentanți ai Partidului Democrat au nominalizat de două ori același candidat pentru funcția de prim-ministru: pe prim vicepreședintele Partidului Democrat, oligarhul Vladimir Plahotniuc. Președintele Timofti a respins de două ori candidatura.
- 14 ianuarie: în centrul Chișinăului s-au adunat zeci de mii de oameni care au protestat împotriva numirii lui Vlad Plahotniuc la postul de prim-ministru. Organizatorii protestelor au fost  Platforma Civică "Demnitate și Adevăr", Partidul Socialiștilor și Partidul Nostru condus de Renato Usatîi.
- 15 ianuarie: președintele Nicolae Timofti l-a nominalizat pe consilierul prezidențial Ion Păduraru la funcția de prim-ministru.[39]
- 16 ianuarie: Ion Păduraru și-a retras candidatura pentru a evita un conflict cu majoritatea parlamentară.[40] Președintele Republicii Moldova l-a înlocuit cu reprezentantul Partidului Democrat, Ministrul Tehnologiei Informației și Comunicațiilor, Pavel Filip, care a fost susținut de 56 de deputați (20 de deputați ai Partidului Democrat, 14 ex-comuniști, 13 deputați ai Partidului Liberal, 8 deputați ai Partidului Liberal Democrat și un deputat al Partidului Popular European din Moldova). Platforma Civică "Demnitate și Adevăr", Partidul Socialiștilor și  Partidul Nostru au continuat protestele în masă cerând alegeri parlamentare anticipate.
- 20 ianuarie: Parlamentul Republicii Moldova cu 57 de voturi din 101 a aprobat componența guvernului și candidatura primului-ministru, reprezentantul Partidului Democrat, Paul Filip. Partidele de opoziție (Platforma Civică "Demnitate și Adevăr", Partidul Socialiștilor și  Partidul Nostru)  au organizat proteste în masă împotriva aprobării candidaturii lui Paul Filip ca prim-ministru. În timp ce Parlamentul încă aproba noul guvern, protestatarii au luat cu asalt Parlamentul și au pătruns în interior.
- 21 ianuarie: Protestatarii au pichetat sediul companiei Moldtelecom și al Curții Constituționale, apoi au mers la Reședința de Stat, unde liderii manifestanților au purtat discuții cu Președintele Parlamentului Republicii Moldova, Andrian Candu. Protestul s-a încheiat în jurul orei 19.00.[41]
- 22 ianuarie: Protestele au continuat cu începere de la ora 10:00. După pichetarea sediilor guvernului și parlamentului, protestatarii au mers în marș spre sediul postului public de televiziune, Moldova 1. Acolo liderii protestatarilor au purtat discuții cu directorul postului de televiziune, Mircea Surdu și împreună au convenit să participe la o ediție specială în direct pentru a transmite telespectatorilor poziția protestatarilor. Ulterior, manifestanții au scandat în fața Ministerului Apărării, după care în fața Penitenciarului nr.13, unde se află în arest preventiv fostul premier al Republicii Moldova, Vlad Filat, dar și „grupul Petrenco”.[42][43]
- 24 ianuarie: După o zi de pauză (sămbâta din 23 ianuarie), duminică, pe 24 ianuarie, protestul a fost reluat. La protest ar fi participat aproximativ 40.000 de oameni. Manifestanții au pichetat Curtea Constituțională, Centrul Național Anticorupție și Procuratura Generală și au cerut declanșarea alegerilor parlamentare anticipate. Manifestația a fost reglectată și de mass-media străină, printre care agenții ca AFP, BBC, presa rusă, Al Jazeera ș.a.[44][45]

## Reacții oficiale

### Interne
Președintele Nicolae Timofti a declarat:
„Am venit în această funcție pentru a pune capăt unei perioade de instabilitate care a durat doi ani și jumătate, și nu accept să fiu generatorul unei alteia de acel fel[...]

Împărtășesc multe din îngrijorările exprimate de cetățeni. Regret că s-a ajuns în situația de față, când oamenii sunt nevoiți să protesteze în stradă. Ca om al legii, am stăruit întotdeauna ca dreptatea să se facă în cadru instituțional.

Dar, din păcate, slăbiciunea constatată a unor instituții abilitate să intervină pentru a aplica legea, a determinat într-o anumită măsură un asemenea climat negativ în societate. Aici mă refer, în special, la ineficiența Băncii Naționale, Comisiei Naționale a Pieței Financiare, Procuraturii Generale, Centrului Național Anticorupție, instanțelor de judecată”—
Prim-ministrul Valeriu Streleț a declarat:
„Guvernul nu-și va da demisia pentru a nu complica și mai mult situația social-economică din țară[...]

Nu-mi place această funcție, dar moral nu-mi pot permite să demisionez din cauză că eu, poate mai bine decât voi, înțeleg consecințele imediate care pot avea loc.”—
Președintele parlamentului Andrian Candu a declarat la discuția cu reprezentanții protestatarilor:
„Demiterea unor funcționari întotdeauna este o posibilitate, dar în situația în care demiterea nu ar aduce efecte, ea nu mai este atât de importantă. Un sistem dacă nu funcționează sau este putred, el trebuie schimbat, sistemul
[...]
Acțiunile care au fost întreprinse de pregătire a misiunii FMI, a investigației fraudelor, orice oprire a acestor acțiuni provocate inclusiv de alegeri anticipate ar provoca instabilitate”—

### Internaționale

#### Organizații supranaționale
- Ca răspuns la frauda bancară de $1 miliard, UE, Fondul Monetar Internațional și Banca Mondială au oprit asistența financiară pentru Republica Moldova.[49]
- Comisarul ONU pentru Drepturile Omului, Zeid Ra'ad Al-Hussein, a solicitat autorităților din Republica Moldova să răspundă cererilor protestatarilor,[50] atenționând că un eșec în această acțiune „ar putea duce la o mai mare polarizare a societății”.[51]

#### State
- Premierul român de atunci, Victor Ponta și-a exprimat îngrijorarea cu privire la situația din Republica Moldova, care, în opinia sa, este „mai rea decât anul trecut”, dar a afirmat că își susține omologii din Chișinău și cursul european al Republicii Moldova.[52] Ponta este un susținător declarat al unificării Republicii Moldova cu România. În septembrie 2014, a ținut un discurs la Alba Iulia, în care a declarat: „Acesta e angajamentul meu, acesta e apelul meu către toți românii, să facem împreună a doua oară Marea Unire a României”.[53] În timpul întâlnirii de la Suceava a președinților României și Republicii Moldova,[54] Klaus Iohannis a afirmat că oamenii de pe ambele maluri ale Prutului se vor regăsi într-o zi nu doar în UE, ci în comuniune. El a mai spus: „Vom fi alături de cetățenii Republicii Moldova oricât de mult efort va trebui să depunem și oricât va dura.”[55]
- Potrivit Ambasadei SUA din Chișinău, protestele evidențiază frustrarea multor moldoveni cauzată de lipsa de reforme din țară.[56] Diplomații americani susțin dreptul cetățenilor de a protesta pașnic, cerând guvernului moldovean să implementeze rapid reformele necesare, de exemplu extinderea eforturilor anticorupție.

#### Alții
- Potrivit unei analize Stratfor din mai 2015, protestele ar putea amenința stabilitatea guvernului fragil al Republicii Moldova. În consecință, o slăbire sau cădere a guvernului moldovean „ar putea încetini integrarea europeană a Republicii Moldova”.[57] O analiză similară a Stratforului din iulie arată că „adunările recente și reacția pozitivă din partea înalților oficiali români sunt semne a creșterii influenței românești în Moldova”.[58]
- / Fostul președinte al Georgiei, Mihail Saakașvili, acum guvernator al regiunii Odessa, consideră că protestele din Chișinău sunt „o mișcare anti-oligarhică care răspunde aspirațiilor Ucrainei”.[59] El a declarat: „Este cunoscut faptul că, în ultimii ani, oligarhii din Republica Moldova au început să controleze totul. Aceștia controlează toate organele de stat, cea mai mare parte a Parlamentului și aproape integral pe premier. Atunci când fostrul prim-ministru [Chiril Gaburici] a încercat să schimbe ceva, i s-a pus imediat pe masă un dosar cu materiale compromițătoare. Acesta este un stil tipic oligarhic”. De asemenea, Șaakașvili consideră că „oamenii ies în stradă pentru a protesta împotriva oligarhilor, nu în favoarea Rusiei. Cred că întreaga populație a Republicii Moldova este pro-Europa, în rândul tinerilor fiind o majoritate absolută”.[60]
- Într-un articol publicat de agenția de știri RIA Novosti, președintele Centrului de Analiză Sistematică și Pronosticuri din Moscova, Rostislav Ișchenko, afimă că evenimentele din Republica Moldova duc cu gândul la scenariul „portocaliu”. Potrivit autorului, toate loviturile „colorate” au fost organizate și ghidate de Statele Unite, iar ambasadele au fost centre de coordonare pentru protestatari, scenariu „aplicat” de asemenea și în Republica Moldova.[61] În plus, analistul rus scrie că zvonurile ce fac legături între protestatari și UE, în special Germania, țară de unde ar fi finanțată Platforma DA, sunt identice cu cele ce legau protestele din Kiev de finanțatorii din Germania.[62]